# Província de Bitlis
La província de Bitlis (en armeni Բիթլիս) és una província de Turquia oriental, situada a l'oest de Llac Van. Encara que històricament era part del territori armeni, la majoria de la població actual de la província és kurda. El governador actual de la província és Oktay Çağatay.

## Història
Bitlis va ser formada com a districte administratiu al segle xvii. El centre administratiu era la ciutat de Bidlis (kurd: Bidlîs, Armeni: Բիթլիս), que de fet era coneguda històricament amb el nom armeni de Baghesh.

## Districtes
La província de Bitlis es divideix en 7 districtes:
- Adilcevaz
- Akhlat
- Bitlis
- Güroymak
- Hizan
- Mutki
- Tatvan

## Atraccions
- Nemrut (volcà)
- Llac Nemrut